# Claro calcáreo

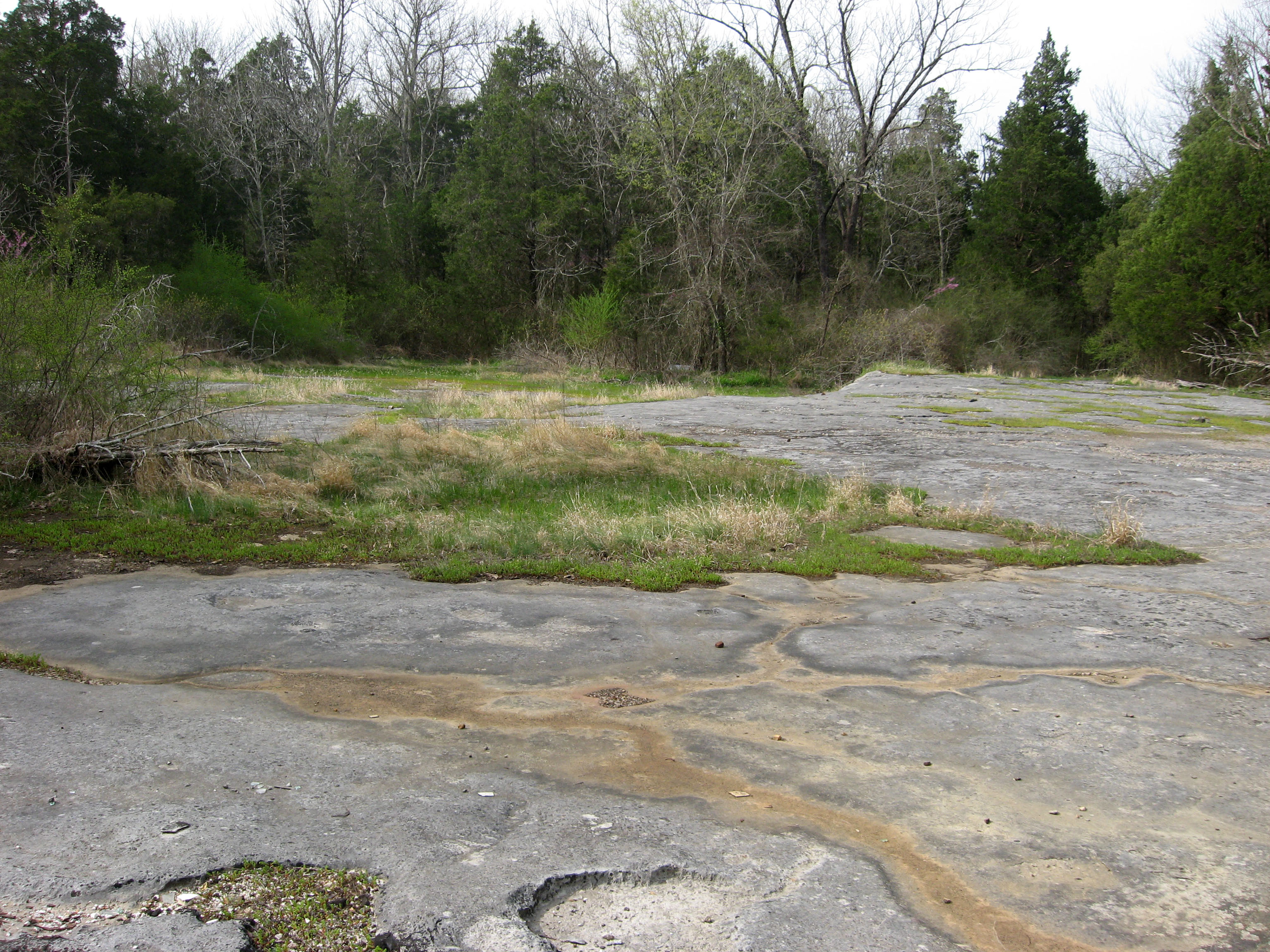
Claro de piedra caliza en Pennyroyal Plain, condado de Simpson, Kentucky

Un claro calcáreo es un tipo de comunidad ecológica que se encuentra en el centro este de los Estados Unidos. Los claros calcáreos ocurren donde la roca madre, como la piedra caliza, se encuentra cerca o en la superficie, y tienen un desarrollo de suelo muy poco profundo y poco profundo. Debido al suelo poco profundo y las condiciones extremas creadas por él, los árboles a menudo no pueden crecer en los claros. Esto crea un hábitat que suele ser soleado, seco y cálido. La vegetación de claros calcáreos es más similar a la de un hábitat desértico que a un pastizal, y está dominada por pequeñas plantas anuales de primavera con plantas perennes geofíticas o suculentas ocasionales.
Las comunidades de claros calcáreos pueden integrarse con praderas rocosas secas, particularmente en hábitats en pendiente. Debido a su inadecuación para la agricultura, las comunidades de claros han sobrevivido hasta el día de hoy a un ritmo mayor que las comunidades de praderas de suelos más profundos.

## Claros de la meseta baja del Interior
La Meseta Baja del Interior es una región conocida por sus comunidades de claros calcáreos. Esta región está centrada en Tennessee y Kentucky, y se extiende hacia el norte de Alabama, el sur de Illinois, el sur de Indiana y el sur de Ohio. Estos claros se desarrollan mejor en el área de la Cuenca Central (o Cuenca de Nashville) en Tennessee, donde están geográficamente muy extendidos y albergan altos niveles de endemismo. Fuera de la Cuenca Central, los claros calcáreos se encuentran en menor número en toda la Meseta Baja del Interior, y el endemismo de especies se reduce considerablemente. Los claros en el interior de las mesetas bajas se caracterizan por especies como Leavenworthia uniflora, Scutellaria parvula, Sedum pulchellum, Sporobolus vaginiflorus y Viola egglestonii.

### Claros de cedro de la cuenca central
Los claros de piedra caliza de la Cuenca Central en Tennessee a menudo se denominan "claros de cedro". El nombre proviene de la abundancia de cedro rojo oriental (Juniperus virginiana) que se encuentra en los márgenes de los claros o en las grietas del lecho rocoso donde las raíces pueden establecerse.
Muchas de las plantas características que crecen en los claros de piedra caliza de la Cuenca Central son endémicas que no se encuentran en ningún otro lugar, o poblaciones disjuntas de plantas que están muy extendidas en las praderas del centro de los Estados Unidos. Algunas especies con áreas de distribución muy restringidas que se encuentran en el Los claros de la Cuenca Central incluyen Echinacea tennesseensis, Astragalus bibullatus, Dalea foliosa, Astragalus tennesseensis,  Pediomelum subacaule y Phemeranthus calcaricus.

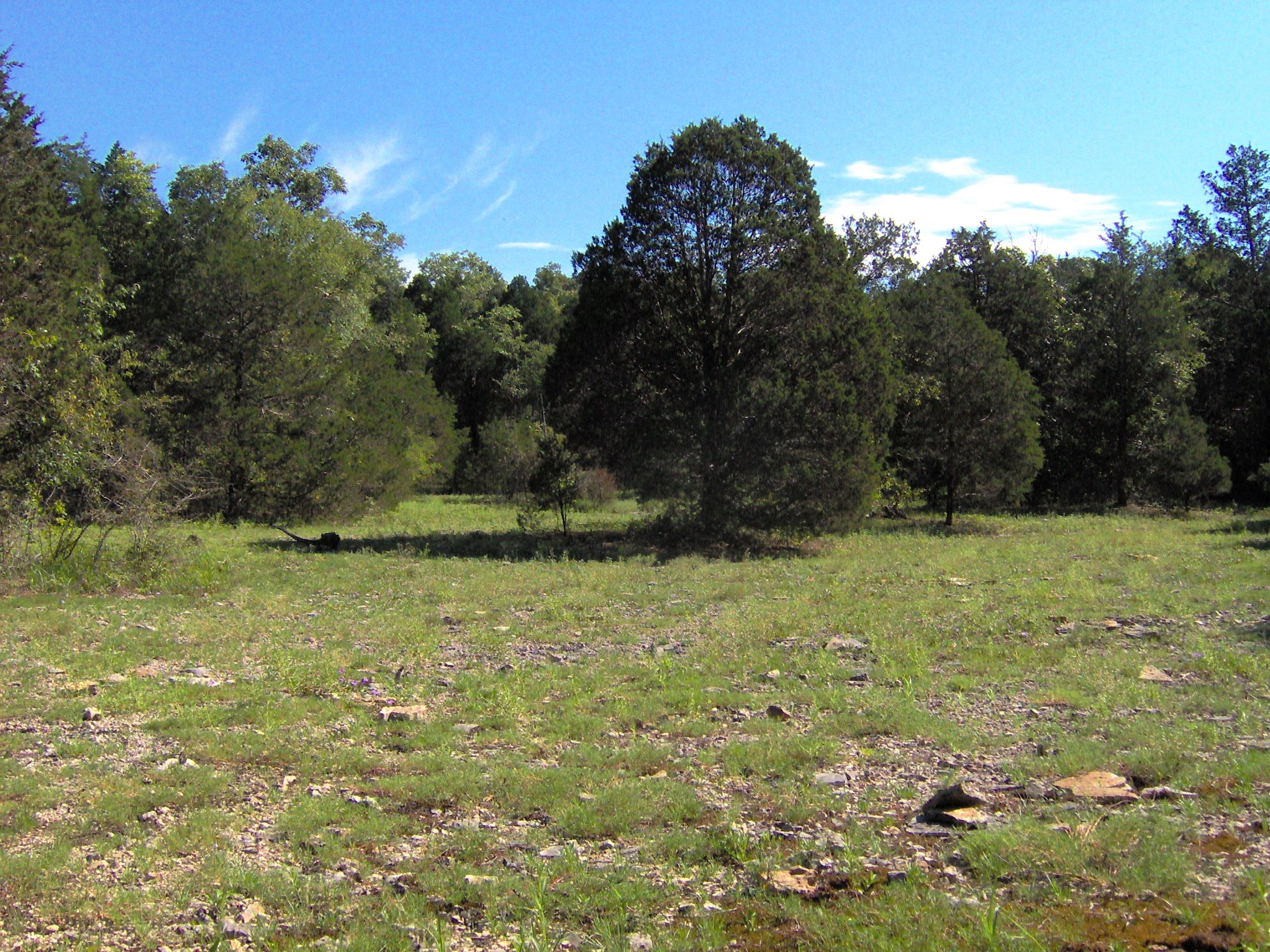
"Claro de cedro" en la cuenca de Nashville, condado de Wilson, Tennessee

Estos claros pueden saturarse con agua en el invierno y la primavera, lo que lleva a condiciones "xerohídricas" (alternancia seca/húmeda).

### Claros de pendiente de piedra caliza
Los claros de piedra caliza de Kentucky son un hábitat globalmente vulnerable que consiste en claros de piedra caliza que se encuentran en las laderas, que están húmedos en la primavera pero se vuelven muy secos el resto del año. Esto proporciona un hábitat para especies únicas como Leavenworthia torulosa, Isoetes y Carex crawei.

## Claros de las montañas Ozark
Los claros calcáreos están bien desarrollados en las montañas Ozark. En Misuri, la mayoría de estos claros se encuentran en dolomías, con menos del 1% formado por calizas calcíticas. Las especies indicativas de las comunidades de claros calcáreos de Ozark incluyen Cheilanthes feei, Echinacea simulata, Heliotropium tenellum, Isoetes butleri, Oenothera macrocarpa y Ophioglossum engelmannii.  En Misuri, Physaria filiformis es una especie restringida a los claros de piedra caliza calcítica.

## Claros de Ridge and Valley
Los Apalaches de Ridge-and-Valley, que se extienden hacia el norte desde Pensilvania hacia el sur hasta Alabama, tienen importantes comunidades de claros calcáreos. Estos claros a menudo tienen suelos dolomíticos, lo que resulta en un alto contenido de magnesio (en contraste con los claros de la cuenca de Nashville). En Virginia, estos claros proporcionan un hábitat para especies raras como Clematis addisonii, Delphinium exaltatum, Echinacea laevigata y Parthenium auriculatum.
En el extremo sur de Ridge and Valley en Alabama en el condado de Bibb, el endemismo de especies de las comunidades del claro alcanza su punto máximo. Esta área, conocida como afloramientos de dolomitas de Ketona, fue reconocida por primera vez como ecológicamente significativa en 1992. Desde su descubrimiento, se han descrito ocho nuevos taxones de plantas para la ciencia de esta región, además de las 60 especies de interés para la conservación que se encuentran en esta comunidad o sus alrededores. Las especies endémicas de esta área incluyen Castilleja kraliana, Dalea cahaba, Liatris oligocephala, Lithospermum decipiens y Spigelia alabamensis.